# Molair
De molair (symbool: M) is een eenheid van molaire concentratie (molariteit) en komt overeen met 1 mol per liter:
{\displaystyle 1\ \mathrm {M} =1{\text{ mol L}}^{-1}=10^{3}{\text{ mol m}}^{-3}}
De molair wordt ook in combinatie gebruikt met SI-voorvoegsels, zoals millimolair (mM) en micromolair (µM). 
Zowel de benaming molair als het symbool M worden vaak gebruikt, maar de molair geen SI-eenheid. De SI-eenheid van molaire concentratie is mol m−3, wat overeenkomt met 10−3 M.

## Kritiek
De naam van de eenheid molair kan verwarrend zijn omdat die term letterlijk per mol betekent en niet per mol per liter. 
Het symbool M wordt binnen het SI-systeem gebruikt voor een factor 106 (mega-), waardoor het gebruik als symbool voor de eenhied molair soms wordt afgeraden. Gezien een dergelijk prefix nooit zelfstandig voorkomt, is er echter geen verwarring mogelijk wanneer men noteert dat een concentratie bijvoorbeeld 0,2 M bedraagt. 
In combinatie met andere eenheden kan er wel degelijk verwarring zijn. Zo kan bijvoorbeeld een reactiesnelheid van 0,2 M s−1 mogelijks verkeerd gelezen worden als 0,2 Ms−1 = 0,2·10−6 s−1. In dergelijke gevallen is het gebruik van het symbool M af te raden, en schrijft men beter 0,2 mol L−1 s−1.  
In de recentste IUPAC-aanbevelingen over grootheden, eenheden en symbolen staan de (Engelse) benaming molar en het symbool M vermeld als vaak gebruikt. Men kan, ondanks bovenstaande kritiek, de eenheid molair dus niet afschrijven als verouderd.